# Прямая улица (Зеленогорск)
Пряма́я у́лица — улица в городе Зеленогорске Курортного района Санкт-Петербурга. Проходит от Приморского шоссе до Курортной улицы.
Название появилось в послевоенное время. Его происхождение загадочно, поскольку улица имеет извилистую форму.
Ранее в Зеленогорске была другая Прямая улица — Suorakatu (ныне Горная улица).

## Перекрёстки
- Приморское шоссе
- Артиллерийская улица
- Курортная улица